# Council of European Professional Informatics Societies
Il Council of European Professional Informatics Societies, in sigla CEPIS, è un'organizzazione senza fini di lucro che si pone il fine di promuovere e migliorare elevati standard tra i professionisti dell'informatica, nella convinzione dell'importante impatto che l'informatica esercita sugli impieghi, sulle attività produttive e sull'intera società 

## Membri
Il CEPIS consorzia 32 società professionali dell'informatica di 31 paesi europei, le quali raccolgono più di 450.000 professionisti dell'ICT.
- Austria: OCG
- Bosnia Erzegovina: AIBH
- Bulgaria: UAI
- Ceca, Repubblica: CSKI
- Cipro: CCS
- Croazia: CITS
- Danimarca: Dansk IT
- Finlandia: FIPA
- Germania: 
  - GI
  - VDE
- Grecia: HEPIS
- Irlanda: ICS
- Islanda: ISIP
- Italia: 
  - AICA
  - ALSI
  - Associazione Informatici Professionisti
- Lettonia: LIKTA
- Lituania: LIKS
- Lussemburgo: Association Da Vinci
- Malta: CSM
- Norvegia: DND
- Paesi Bassi: 
  - KNVI
  - VRI
- Polonia: PTI-PIPS
- Regno Unito: BCS
- Romania: ATIC
- Serbia-Montenegro: JISA
- Slovacchia: SSCS
- Slovenia: SSI
- Spagna: ATI
- Svezia: DF
- Svizzera: SI-Ch
- Turchia, IAT
- Ungheria: NJSzT

## Affiliazioni
CEPIS è membro di
- IFIP, International Federation for Information Processing
- EIF, European Internet Foundation
- Career Space

## Organizzazione
Council È l'organismo di governo del CEPIS; si riunisce due volte all'anno e vi partecipano i rappresentanti delle società membri.
Comitato esecutivo Attualmente è composto da:
- Byron Nicolaides (HEPIS), presidente
- Milan Ftacnik (SCSS), membro del Consiglio
- Declan Brady (ICS), membro del Consiglio
- Robert McLaughlin (BCS), membro del Consiglio
- Paolo Schgor (AICA), membro del Consiglio
- Jos Timmermans (KNVI), membro del Consiglio
- Luis Fernandez-Sanz (ATI), membro del Consiglio

Segreteria 
Brussels, Austeja Trinkunaite, Segretario Generale

## Attività in sintesi
- ECDL, European Computer Driving Licence
- EUCIP, EUropean Certification of Informatics Professionals
  - Certificazione IT-Administrator
  - Certificazione EUCIP Core
  - Certificazione 21 profili professionali
- NEWS from CEPIS and its member societies
- UPGRADE, The European Journal for the Informatics Professional, pubblicazione digitale a distribuzione libera, bimensile, tecnica, indipendente, non commerciale
- UPENET, UPGRADE European NETwork, la rete delle pubblicazioni, su carta o digitali, prodotte dalle società membri del CEPIS